# All Blues
All Blues — концертний блюзовий альбом Джиммі Докінса, випущений німецьким лейблом Rumble Records у 1986 році. Записаний 1986 року в Лондоні. У записі взяв участь гітарист Філ Гай, брат Бадді Гая.

## Список композицій
1. «If You Got to Love Somebody» (Джиммі Докінс)
2. «Easy Baby»
3. «That's All Right»
4. "I Feel So Bad "
5. «You Don't Love Me»
6. "Dust My Blues Jam "

## Учасники запису
- Джиммі Докінс — гітара і вокал
- Філ Гай — гітара
- Фред Барнс — бас
- Едді Ласк — фортепіано, клавішні
- Майкл Скотт — ударні